# 네팔의 경제
네팔의 경제는 농업과 송금에 크게 의존하고 있다. 경제 발전은 왕정에서 2019년 네팔 공산당에 의해 통치되는 정치 시나리오의 끊임없는 변화로 인해 복잡해지고 영향을 받았다. 20세기 중반까지 고립된 농경사회였던 네팔은 1951년 학교, 병원, 도로, 통신, 전력, 산업, 또는 시민 서비스가 없는 현대시대로 접어들었다. 그러나 네팔은 1950년대부터 지속 가능한 경제 성장을 향해 나아갔고 과거에 비해 경제 성장과 생활 수준 향상으로 이어지는 경제 자유화에 개방되었다. 네팔이 경제 발전을 이루는데 직면한 가장 큰 도전은 부패와 정치적 리더십의 잦은 변화이다.
네팔은 경제 발전을 위해 일련의 5개년 계획을 사용했다. 2002년에 9번째 경제 개발 계획을 완료했으며, 통화는 전환 가능하게 만들어졌고 17개의 국영 기업이 민영화되었다. 네팔에 대한 해외 원조는 개발 예산의 절반 이상을 차지한다. 수년간 정부의 최우선 과제는 교통 및 통신 시설, 농업 및 산업의 발전이었다. 1975년 이후, 향상된 정부 행정과 농촌 개발 노력이 강조되어 왔다.
농업은 네팔의 주요 경제활동으로 인구의 약 65%를 고용하고 GDP의 31.7%를 제공한다. 전체 면적의 약 20%만 경작할 수 있고, 나머지 40.7%는 산림(즉, 관목, 목초지, 숲으로 덮여 있음)이며, 나머지는 대부분 산악 지대이다. 쌀과 밀뿐만 아니라 과일과 채소도 주요 식량 작물이다. 저지대 테라이 지역은 농업 잉여를 생산하며, 일부는 식량부족 언덕 지역에 공급한다.
GDP는 외국인 근로자의 송금에 크게 의존하고 있다. 그 후, 네팔의 사회 서비스와 사회 기반 시설에서의 경제 발전은 극적인 진전을 이루지 못했다. 전국적인 초등 교육 시스템이 개발 중에 있으며 트리부반 대학에는 여러 개의 캠퍼스가 있다. 비록 말라리아 퇴치 노력은 계속되고 있지만, 말라리아는 남쪽의 비옥하지만 이전에는 사람이 살 수 없었던 테라이 지역에서 통제되었다. 카트만두는 도로와 확장되는 고속도로망을 통해 인도와 인근 언덕 지역과 연결되어 있다. 수도는 2008년 2월 17일 남부 네팔에서 일어난 심각한 총파업으로 인해 연료와 물자 수송이 거의 다 되었다.
주요 도시들은 전화와 국내 항공 서비스를 통해 수도와 연결되어 있다. 수출 지향 카펫 및 의류 산업은 최근 몇 년 동안 빠르게 성장해 왔으며 현재 상품 수출의 약 70%를 차지하고 있다.
네팔의 생활비 지수는 많은 나라들보다 상대적으로 낮지만 가장 낮은 것은 아니다. 삶의 질이 최근 몇 년간 훨씬 덜 바람직한 가치로 떨어졌다. 네팔은 2011년 세계 기아 지수에서 캄보디아와 토고의 81개국(GHI 5.0 이하) 중 54위에 올랐다. 네팔의 현재 점수 19.5점은 2010년(20.0점)보다 낫고 1990년 27.5점보다 훨씬 좋아졌다.

## 외국인 투자 및 세금
네팔에는 수많은 분야에 투자하고 있는 비거주자인 네팔을 통해 소규모 외국인 투자가 유입되고 있다. 네팔은 수력발전의 잠재력이 크다. 이에 따라 많은 외국 기업들이 네팔에 투자하려 하고 있지만 정치적 불안으로 인해 이 과정이 중단되고 있다. 네팔은 2000년부터 10개국(PSRD)과 이중과세(모두 신용방식으로)를 피하기 위한 협정을 체결했다. 마찬가지로 1983년부터 5개국과 투자보호협정(PSRD)을 체결했다. 네팔은 2014년 개발 협력국으로부터 받는 해외 보조금, 소프트, 상업 대출에 대해 최저 한도를 설정하여 해외 원조를 제한했다.

## 수출입
네팔의 상품 무역 수지는 2000년 이후 카펫과 의류 산업이 성장하면서 다소 개선되었다. 2000년~2001년 회계연도에 수출은 수입(4.5%)보다 더 큰 증가(14%)를 기록했으며, 이로 인해 무역 적자는 전년보다 4% 감소한 7억4900만 달러를 기록했다. 최근, 유럽 연합(EU)은 네팔로부터 과일과 채소, 복숭아, 과즙, 감자, 쌀 등 기성복을 가장 많이 구입하게 되었다. EU로의 수출은 한국 의류 수출의 46.13%를 차지했다.
매년 내리는 장맛비는 경제성장에 큰 영향을 미친다. 1996년부터 1999년까지 실질 GDP 성장률은 평균 4% 미만이었다. 1999년에 성장률이 회복되어 6%까지 올랐다가 2001년에 약간 하락하여 5.5%로 떨어졌다.
관광수입을 포함한 수출실적과 대외원조는 전반적인 국제수지 개선과 국제보유고 증가에 도움을 주었다. 네팔은 영국, 미국, 일본, 독일 및 스칸디나비아 국가로부터 상당한 양의 외부 지원을 받고 있다.
세계은행, 아시아 개발 은행, 유엔 개발 계획과 같은 몇몇 다자 기관들도 지원을 제공한다. 1998년 6월 네팔은 세계무역기구(WTO)에 외국무역체제에 관한 각서를 제출했고 2000년 5월 가입 협상을 시작했다.